# Lehtosaari (ö i Södra Österbotten)
Lehtosaari är en ö i Finland. Den ligger i sjön Hankajärvi och i kommunen Soini i den ekonomiska regionen  Järviseutu ekonomiska region  och landskapet Södra Österbotten, i den centrala delen av landet, 300 km norr om huvudstaden Helsingfors. Öns area är 0,3 hektar och dess största längd är 70 meter i öst-västlig riktning.